# Weiner (Arkansas)
Weiner – miasto w Stanach Zjednoczonych, w stanie Arkansas, w hrabstwie Poinsett.